# Групелло-Хаус
Групелло-Хаус, по-русски "Дом Групелло" (нем. Grupello-Haus) — историческое здание №3 на Рыночной площади и углу улицы Цоль-штрассе (Zollstraße) в Дюссельдорфе (Северный Рейн-Вестфалия, Германия).

## История
Здание построено около 1700 года архитектором Маттио Альберти по заказу герцога Яна Веллема.. В 1708 году герцог подарил дом своему придворному скульптору Габриэлю Групелло, откуда и произошло название здания. Габриэль Групелло был одним из самых важных художников при дворе Яна Веллема. Самой важной его работой считается конная статуя Яна Веллема (Jan-Wellem-Reiterdenkmal), установленная в центре Рыночной площади Дюссельдорфа. Первоначально это здание было примерно вдвое меньше, чем сегодня. Групелло занялся его расширением, поскольку расположение было  очень удачным для работы скульптора: позади него находился литейный цех, в котором он делал свои бронзовые произведения искусства, включая конную статую.
Изначально над порталом этого трёхэтажного здания были изображены два идеальных женских бюста из свинца, выполненные Групелло. Сохранившийся портал на левой стороне фасада, вероятно, был спроектирован им, когда он перестраивал здание в свой дом.. Левый бюст высотой 76 см и шириной около 56 см мог, по сравнению с древними скульптурами, изображать греческую богиню Артемиду, аллегорический образ чистой и свободной природы. Правый бюст высотой 73 см - Афродиты, символ человеческой красоты. Оба воплощают ценности, которые были близки творчеству Групелло. В настоящее время бюсты находятся в архивах городского музея, а 16 ноября 2012 года на Групелло-Хаусе состоялось торжественное открытие двух литых бетонных реплик. Силиконовые негативные формы были изготовлены художественной литейной мастерской Шмеке (Karl-Heinz Schmäke) в Дюссельдорфе, бетонные отливки - скульптором по камню Гуннаром Краббе (Gunnar Krabbe) из Дюссельдорфской художественной академии.
В 1748 году курфюрст Карл Теодор купил дом и сдал его в аренду Ламберту Крае, который позже стал первым директором академии художеств.
С 1769 года в этом доме жил губернатор граф фон Эфферен, поэтому его ещё называли губернаторским домом. Позже в этом здании временно разместился полицейский участок. В 1818 году здание стало собственностью города Дюссельдорфа благодаря подарку прусского правительства.
Пострадавший во время Второй мировой войны дом отстроили по упрощенной схеме. В 1969 году в здании открылся новый зал заседаний ратуши.
В конце 2010 года был отремонтирован фасад. Синий тон был заменен на светло-песочный, что соответствует первоначальному историческому состоянию. Кроме того, были отремонтированы украшения из натурального камня и восстановлена скульптура Иоанна Непомука со стороны Цоль-штрассе. От прежнего интерьера здания ничего не сохранилось.